# Komisariat Straży Granicznej „Pudełko”
Komisariat Straży Granicznej „Pudełko” – jednostka organizacyjna Straży Granicznej pełniąca służbę ochronną na granicy polsko-niemieckiej w latach 1929–1939.

## Geneza
Na wniosek Ministerstwa Skarbu, uchwałą z 10 marca 1920, powołano do życia Straż Celną. Od połowy 1921 jednostki Straży Celnej rozpoczęły przejmowanie odcinków granicy od pododdziałów Batalionów Celnych. Proces tworzenia Straży Celnej trwał do końca 1922. Komisariat Straży Celnej „Leman”, wraz ze swoimi placówkami granicznymi, wszedł w podporządkowanie Inspektoratu Straży Celnej „Chorzele”.
1 czerwca 1921 w Lemanie stacjonowała jeszcze 1 kompania celna 1 batalionu celnego. Posiadała ona swoje placówki w miejscowościach: Leman, Kozioł, Zimna, Łacha, Łączki, Warmiak. Na przełomie roku 1921/1922 ochronę granicy państwowej od pododdziałów 1 batalionu celnego przejęła Straż Celna.
W drugiej połowie 1927 przystąpiono do gruntownej reorganizacji Straży Celnej. W praktyce skutkowało to rozwiązaniem tej formacji granicznej.
Rozkazem nr 1 z 12 marca 1928 w sprawach organizacji Mazowieckiego Inspektoratu Okręgowego Straży Granicznej Naczelny Inspektor Straży Celnej gen. bryg. Stefan Pasławski powołał komisariat Straży Granicznej „Myszyniec”, który przejął ochronę granicy od rozwiązywanego komisariatu Straży Celnej. 
Już rozkazem nr 9 z 18 października 1929 w sprawie reorganizacji Mazowieckiego Inspektoratu Okręgowego komendant Straży Granicznej płk Jan Jur-Gorzechowski odtworzył komisariat „Leman”.

## Formowanie i zmiany organizacyjne
1 czerwca 1921 w Lemanie stacjonowała 1 kompania celna 1 batalionu celnego.
Rozporządzeniem Prezydenta Rzeczypospolitej Polskiej Ignacego Mościckiego z 22 marca 1928, do ochrony północnej, zachodniej i południowej granicy państwa, a w szczególności do ich ochrony celnej, powoływano z dniem 2 kwietnia 1928 Straż Graniczną.
Rozkazem nr 9 z 18 października 1929 w sprawie reorganizacji Mazowieckiego Inspektoratu Okręgowego komendant Straży Granicznej płk Jan Jur-Gorzechowski powołał komisariat Straży Granicznej „Leman”, przydzielił go do Inspektoratu Granicznego nr 1 „Stawiski”, określił numer i strukturę.
Rozkazem nr 2 z 30 listopada 1937 w sprawach [...] przeniesienia siedzib i likwidacji jednostek, komendant Straży Granicznej płk Jan Gorzechowski przeniósł siedzibę komisariatu do Pudełka.
Rozkazem nr 2 z 30 listopada 1937 w sprawach [...] przeniesienia siedzib i likwidacji jednostek, komendant Straży Granicznej płk Jan Gorzechowski przeniósł siedzibę placówki I linii „Pudełko” do Łączek.
Rozkaz komendanta Straży Granicznej płk. Jana Jura-Gorzechowskiego z 10 maja 1938 w sprawie terminologii w odniesieniu do władz i jednostek formacji, wydany w związku z rozkazami KSG z 25 i 29 kwietnia 1938, przemianował inspektoraty graniczne na obwody Straży Granicznej z dodaniem nazwy miejscowości, w której jednostka stacjonuje. Jednocześnie nakazał używanie w stosunku do kierowników komisariatów i placówek nowych terminów: „komendant komisariatu” i „dowódca placówki”. Komisariat wszedł w skład struktury Obwodu Straży Granicznej „Łomża”.
Rozkazem nr 13 z 31 lipca 1939 w sprawach [...] przeniesienia siedzib i zmiany przydziałów jednostek organizacyjnych, komendant Straży Granicznej gen. bryg. Walerian Czuma wydzielił placówkę I linii „Olszanka” z komisariatu „Pudełko” i przydzielił go do komisariatu „Kolno”.

## Służba graniczna
Komisariat ochraniał odcinek granicy państwowej długości około 18,5 kilometra.
Sąsiednie komisariaty
- komisariat Straży Granicznej „Kolno” ⇔ komisariat Straży Granicznej „Myszyniec” − październik 1929

## Komenda komisariatu
| Kierownicy/komendanci komisariatu | Kierownicy/komendanci komisariatu | Kierownicy/komendanci komisariatu |
| stopień                           | imię i nazwisko                   | okres pełnienia służby            |
| --------------------------------- | --------------------------------- | --------------------------------- |
| podkomisarz                       | Henryk Proszkowski                | przed 1932                        |
| starszy przodownik                | Władysław Mańczak                 | był 1 I 1933 –                    |
| podkomisarz                       | Bolesław Ściegienny               | był w XII 1936                    |
| podkomisarz                       | Henryk Milli                      | 12 III 1938 - 5 X 1938            |
| aspirant                          | Aleksander Kamiński               | 5 X 1938 – 1939                   |
| Zastępcy komendanta komisariatu   |                                   |                                   |
| przodownik                        | Marian Solnicki                   | – 30 IV 1939                      |
| starszy strażnik podchorąży       | Józef Minkiewicz                  | 1 V 1939 –                        |

## Struktura organizacyjna
Organizacja komisariatu w październiku 1929:
- 6/1 komenda − Leman

- placówka Straży Granicznej I linii „Olszanka”
- placówka Straży Granicznej I linii „Łacha”
- placówka Straży Granicznej I linii „Zimna”
- placówka Straży Granicznej I linii „Pudełko”
- placówka Straży Granicznej II linii „Leman”

Organizacja komisariatu w 1933:
- komenda − Leman
- placówka Straży Granicznej I linii „Turośl”
- placówka Straży Granicznej I linii „Olszanka”
- placówka Straży Granicznej I linii „Łacha”
- placówka Straży Granicznej I linii „Zimna”
- placówka Straży Granicznej I linii „Pudełko”

Organizacja komisariatu w 1934 i 1937:
- komenda − Leman
- placówka Straży Granicznej I linii „Olszanka”
- placówka Straży Granicznej I linii „Łacha”
- placówka Straży Granicznej I linii „Zimna”
- placówka Straży Granicznej I linii „Pudełko” → w 1937 przeniesiono do Łączek
- placówka Straży Granicznej II linii „Turośl”

Organizacja komisariatu w 1939:
- komenda − Pudełko
- placówka Straży Granicznej I linii „Olszanka”
- placówka Straży Granicznej I linii „Łacha”
- placówka Straży Granicznej I linii „Zimna”
- placówka Straży Granicznej I linii „Pudełko”?
- placówka Straży Granicznej II linii „Turośl”

Organizacja komisariatu w 1939 (wg Sobczaka):
- komenda − Leman?
- placówka Straży Granicznej I linii „Olszanka”
- placówka Straży Granicznej I linii „Łacha”
- placówka Straży Granicznej I linii „Zimna”
- placówka Straży Granicznej I linii „Pudełko”?
- placówka Straży Granicznej II linii „Leman”?